# Макаровская (Двиницкое сельское поселение)
Макаровская — деревня в Сямженском районе Вологодской области.
Входит в состав Двиницкого сельского поселения, с точки зрения административно-территориального деления — в Двиницкий сельсовет.
Расстояние по автодороге до районного центра Сямжи — 60 км, до центра муниципального образования Самсоновской — 1 км. Ближайшие населённые пункты — Демидовская, Кононовская, Колбинская, Самсоновская, Вахрушевская, Никулинская.
По переписи 2002 года население — 83 человека (35 мужчин, 48 женщин). Всё население — русские.